# آلبرت ایلز
آلبرت ایلز (انگلیسی: Albert Iles; ۹ اکتبر ۱۹۱۴ – ۳۰ نوامبر ۱۹۷۹) بازیکن فوتبال بود.
از باشگاه‌هایی که در آن بازی کرده‌است می‌توان به باشگاه فوتبال بریستول راورز اشاره کرد.